# Marché volontaire du carbone
Le marché volontaire du carbone est un mécanisme d'échange de crédits-carbone non lié à une règlementation internationale (contrairement à une bourse du carbone). 
La « Suppressed Demand » est un concept visant à conjointement combattre les contributions au changement climatique tout en permettant d’atteindre les « Objectifs du millénaire pour le développement »

## Standards
Ce marché n'est pas règlementé, mais des standards ont été élaborés pour assurer une réduction d'émission de gaz à effet de serre (GES) crédible (réelle et vérifiable). 
Il existe entre autres le Voluntary Gold Standard et le Voluntary Carbon Standard. 
De plus la norme ISO 14064 permet aussi de démontrer une rigueur dans l'élaboration d'un projet de réduction d'émissions. 
La valeur des unités de crédit-carbone du marché volontaire (VER, pour Voluntary Emission Reduction) dépendra de la qualité et de l'intégrité du projet.

## Qui gère ce marché?
Un centre majeur d'activité du marché d'échange volontaire est le Chicago Climate Exchange (CCX), dont le volume de négociation a dépassé les 11 millions de tonnes de réduction d'émission depuis le début de ses activités en 2003. 
C'est le marché prédominant en Amérique du Nord. Il compte parmi ses membres certains États, gouvernements municipaux et entreprises privée s'étant volontairement engagés à réduire leurs émissions de GES (en moyenne de 4 % sur la période 1998-2001 pour la première phase (2006), et de 6 % pour la deuxième phase se terminant en 2010. 
En plus d'échanger des crédits, le CCX a aussi facilité la création de 3,6 millions de tonnes de réduction d'émission à la fin 2006.

## Exemple du Canada
Les crédits compensatoires sont des réductions d'émission qui ont lieu en dehors des activités réglementées (Grands émetteurs finaux). Parmi les exemples de projets pour lesquels les entreprises pourraient se voir attribuer des crédits compensatoires, citons le captage du méthane des gaz d'enfouissement, ensuite utilisé pour produire de l'électricité, les projets d'amélioration de l'efficacité énergétique et les projets de stockage de carbone dans les terres agricoles. Ce système vise à susciter la participation d'autres secteurs de l'économie canadienne à l'effort de réduction des gaz à effet de serre.

## Liste des marchés d'échange volontaire
- Marché climatique de Montréal
- Chicago Climate Exchange
- Marché climatique européen
- Regional Greenhouse Gas Initiative
- Midwestern Greenhouse Gas Reduction Accord